# Nassau Veterans Memorial Coliseum
O Nassau Veterans Memorial Coliseum é uma arena multiuso localizada em Uniondale, Long Island, Nova Iorque, Estados Unidos. Foi por mais de quatro décadas a casa do time de hockey New York Islanders. Atualmente está em reformas, e após a conclusão receberá uma equipe de basquete, o Long Island Nets da NBA G League.

## Concertos
- Em 14 e 15 de Junho de 1972, Led Zeppelin se apresentou. Este é considerado o show mais longo da banda, com 4 horas e meia de duração. Fonte: Instagram @jimmypage.
- Em 23 de Março de 1976 David Bowie se apresentou com sua Station to Station Tour. Este show foi transmitido via rádio, mas só em 2010 foi lançado oficialmente.
- Em 6 de Fevereiro de 1977, a banda Queen tocou na arena. Um video da musica "Tie Your Mother Down" foi gravado a partir da performance, e utilizado para promoção da musica.
- Entre os dias 24 e 28 de Fevereiro de 1980 a banda Pink Floyd realizou 5 shows de sua The Wall Tour. Além dos shows realizados na arena, foram realizados mais 5 em Los Angeles, os únicos nos Estados Unidos. A banda voltou a se apresentar na arena entre os dias 20 e 23 de Agosto de 1988, como parte da turnê A Momentary Lapse of Reason Tour. Durante essas quatro apresentações, a banda gravou o álbum ao vivo Delicate Sound of Thunder.
- Em 7 de Agosto de 1981 a banda The Jacksons fez show no Coliseu, como parte de sua Triumph Tour
- O show do Black Sabbath e Blue Öyster Cult na arena em 1981 foi lançado nos cinemas e depois em DVD com o título Black and Blue.
- O cantor Billy Joel foi uma das pessoas que mais se apresentaram na arena. Uma das suas apresentações mais importantes foi realizada em sua turnê de 1982, que foi gravada como um especial da HBO e lançada em VHS um ano mais tarde, com o nome Billy Joel: Live from Long Island. Um show de Joel foi o último evento antes do Coliseu ser fechado para reforma, em agosto de 2015.[3]
- Em 1986, Bruce Springsteen lançou Live/1975–85, com 7 faixas gravadas ao longo de dez anos na arena.
- Em 25 de Março de 1988, Frank Zappa fez na arena seu último show nos Estados Unidos. O filho do cantor, Dweezil Zappa, também participou da apresentação.
- Em 11 de Novembro de 1991, o cantor Morrissey se apresentou na arena.
- Em 6 e 7 de Fevereiro de 2008 as Spice Girls teve duas apresentações esgotadas, como parte de sua turnê The Return of the Spice Girls.
- Em 7 e 8 de Abril de 2012, o Cirque du Soleil apresentou seu espetáculo The Immortal World Tour, um show inspirado na carreira do cantor Michael Jackson, que já havia performado na arena em 1981, junto aos The Jacksons.
- Por volta de Maio de 2012, a cantora Madonna utilizou a arena para os ensaios de sua MDNA Tour.
- Em 1990 o grupo The Highwaymen se apresentou como parte da sua turnê American Outlaws.